# Garry Fischmann
Garry Fischmann (* 14. Mai 1991 in Dortmund) ist ein deutscher Schauspieler.

## Leben und Karriere
Garry Fischmann wuchs in Berlin auf. Schon als Teenager übernahm er kleinere Rollen in zahlreichen Fernsehproduktionen.
Nach Abschluss des Abiturs drehte er seine erste große Rolle im Fernsehfilm Allein unter Nachbarn für Sat1.
Zwischen 2012 und 2016 absolvierte Garry Fischmann seine Schauspielausbildung an der Hochschule für Musik und Theater Rostock. Seit Beendigung seines Schauspielstudiums ist Garry Fischmann auf der Bühne und in verschiedenen Film- und Fernsehproduktionen zu sehen.
Seit der Spielzeit 2016/17 ist er festes Ensemblemitglied des Theaters Münster.
Von 2019 bis 2022 spielte er den Kriminaloberkommissar Max Nordmann in der Serie SOKO Hamburg.

## Filmografie
- 2007: Schloss Einstein als Ben Kubanka
- 2010: Same Place, Same Time, Tomorrow
- 2010: Lasko – Die Faust Gottes – Clarissas Hochzeit
- 2010: Familie Dr. Kleist – Der Zirkus
- 2012: Verbotene Liebe
- 2012: Glanz & Gloria
- 2012: Allein unter Nachbarn
- 2013: In Your Dreams – Sommer deines Lebens
- 2015: Der Nanny
- 2015: Mit dem Mut der Verzweiflung
- 2016: Die Spezialisten
- 2016: Von Erholung war nie die Rede
- 2019–2022: SOKO Hamburg (36 Folgen)
- 2020: Nord Nord Mord – Sievers und die tödliche Liebe
- 2022: Kleo
- 2023: Rosamunde Pilcher: Schlagzeile Liebe
- 2024: SOKO Leipzig: All-In (Fernsehserie)
- 2024: Großstadtrevier: Hamburger Delikatessen (Fernsehserie)
- 2025: Tatort: Im Wahn